# Neorautanenia ficifolia
Neorautanenia ficifolia là một loài thực vật có hoa trong họ Đậu. Loài này được (Benth.) C.A.Sm. miêu tả khoa học đầu tiên.